# Climăuți
Climăuți – wieś i gmina w rejonie Dondușeni, w północnej Mołdawii. Według danych na rok 2004 gmina liczyła 1228 mieszkańców.

## Demografia
Struktura płci:
| Płeć                     | Mężczyźni | Kobiety |
| ------------------------ | --------- | ------- |
| Liczba osób w danej płci | 567       | 661     |

## Klimat
Średnia temperatura wynosi 9 °C. Najcieplejszym miesiącem jest lipiec (23 °C), a najzimniejszym styczeń (– 8 °C). Średnie opady wynoszą 847 milimetrów rocznie. Najbardziej wilgotnym miesiącem jest maj (108 milimetrów opadów), a najbardziej suchym jest październik (43 milimetry opadów).